# 테크노 모바일
테크노 모바일(TECNO Mobile)은 선전시, 중화인민공화국에 본사를 둔 중국의 휴대 전화 제조업체이다. 2006년에 설립되었다. 트랜션 홀딩스의 자회사이다.
신흥 시장을 목표로 하는 TECNO는 아프리카, 중동, 동남아시아, 인도, 라틴 아메리카 및 동유럽 시장에 사업을 집중했다.

## 역사
2006년, TECNO Mobile은 Tecno Telecom Limited로 설립되었지만, 나중에 트랜션 홀딩스로 이름을 변경하고 TECNO Mobile은 자회사 중 하나로 운영되었다. 2007년, TECNO는 아프리카에서 판매되는 두 번째 브랜드인 아이텔을 만들었다. 2008년 초, 시장 조사를 거쳐 TECNO는 아프리카에 전적으로 집중했으며, 2010년에는 아프리카 상위 3대 휴대폰 브랜드 중 하나가 되었다.
2016년, TECNO는 중동 휴대폰 시장에 진출했다. 2017년에는 인도 시장에 진출하여 ‘인도 제작’ 스마트폰인 ‘i’ 시리즈(i5, i5 Pro, i3, i3 Pro, i7)를 출시했다. 회사는 처음에는 라자스탄주, 구자라트주, 펀자브주에서 시작하여 2017년 12월까지 전국으로 확장되었다.
이 회사는 아프리카와 인도 외에 인구가 많지만 구매력이 낮은 다른 신흥 시장을 발굴했다. 2017년에는 방글라데시와 네팔 시장에 진출하여 파키스탄에서 시범 판매를 시작했다. 여전히 파키스탄 시장 진출을 시도하고 있으며, 자체 웹사이트를 포함한 다양한 전자 상거래 채널을 통해 온라인 판매를 시작했다.

## 제품 제조
인도에서 판매되는 TECNO Mobile 휴대폰은 우타르프라데시주 노이다에 있는 제조 시설에서 조립된다.

## 기술과 혁신
2024년, TECNO는 충칭에서 열린 퓨처 렌즈 행사에서 TECNO 이미지 매트릭스 (TIM), EVS 다이내믹 스냅샷, 탭 애니 줌 듀얼 프리즘 망원 등 세 가지 새로운 이미징 기술을 선보였다.
TECNO는 또한 리즈 대학교 디자인 스쿨과 협력하여 다양한 피부 톤을 정확하게 표현하는 데 초점을 맞춘 포괄적인 스마트폰 사진 연구를 진행했다.
독립적인 평론가들은 TECNO의 유니버설 톤 기술이 스펙트럼 데이터와 AI 기반 알고리즘을 결합하여 스마트폰 사진에서 피부 톤 렌더링을 개선한다고 언급했다.

## 제품 목록
- TECNO 카몬 12
- TECNO 카몬 15
- TECNO 카몬 17
- TECNO 카몬 18
- TECNO 카몬 19
- TECNO 카몬 20
- TECNO 카몬 20 프로
- TECNO 카몬 20 프리미어
- TECNO 카몬 30
- TECNO 카몬 30s
- TECNO 카몬 30s 프로
- TECNO 카몬 30 프로 5G
- TECNO 카몬 30 프리미어 5G
- TECNO 카몬 40
- TECNO 카몬 40 프로
- TECNO 카몬 40 프로 5G
- TECNO 카몬 40 프리미어 5G
- TECNO 팬텀 V 플립
- TECNO 팬텀 V 플립 2
- TECNO 팬텀 X
- TECNO 팬텀 X2
- TECNO 팬텀 X2 프로
- TECNO 팬텀 V 폴드
- TECNO 팬텀 V 폴드 2
- TECNO 스파크 4
- TECNO 스파크 7
- TECNO 스파크 8
- TECNO 스파크 9
- TECNO 스파크 10
- TECNO 스파크 20
- TECNO 스파크 20C
- TECNO 스파크 20 프로
- TECNO 스파크 20 프로+
- TECNO 스파크 30C
- TECNO 스파크 30C 5G
- TECNO 스파크 30
- TECNO 스파크 30 프로
- TECNO 스파크 40
- TECNO 스파크 40 프로
- TECNO 스파크 40 프로+
- TECNO 포바 2
- TECNO 포바 4
- TECNO 포바 4 프로
- TECNO 포바 네오 3
- TECNO 포바 5
- TECNO 포바 5 프로 5G
- TECNO 포바 6
- TECNO 포바 6 네오
- TECNO 포바 6 네오 5G
- TECNO 포바 6 프로 5G
- TECNO 포바 7
- TECNO 포바 7 울트라 5G